# 丹巴县

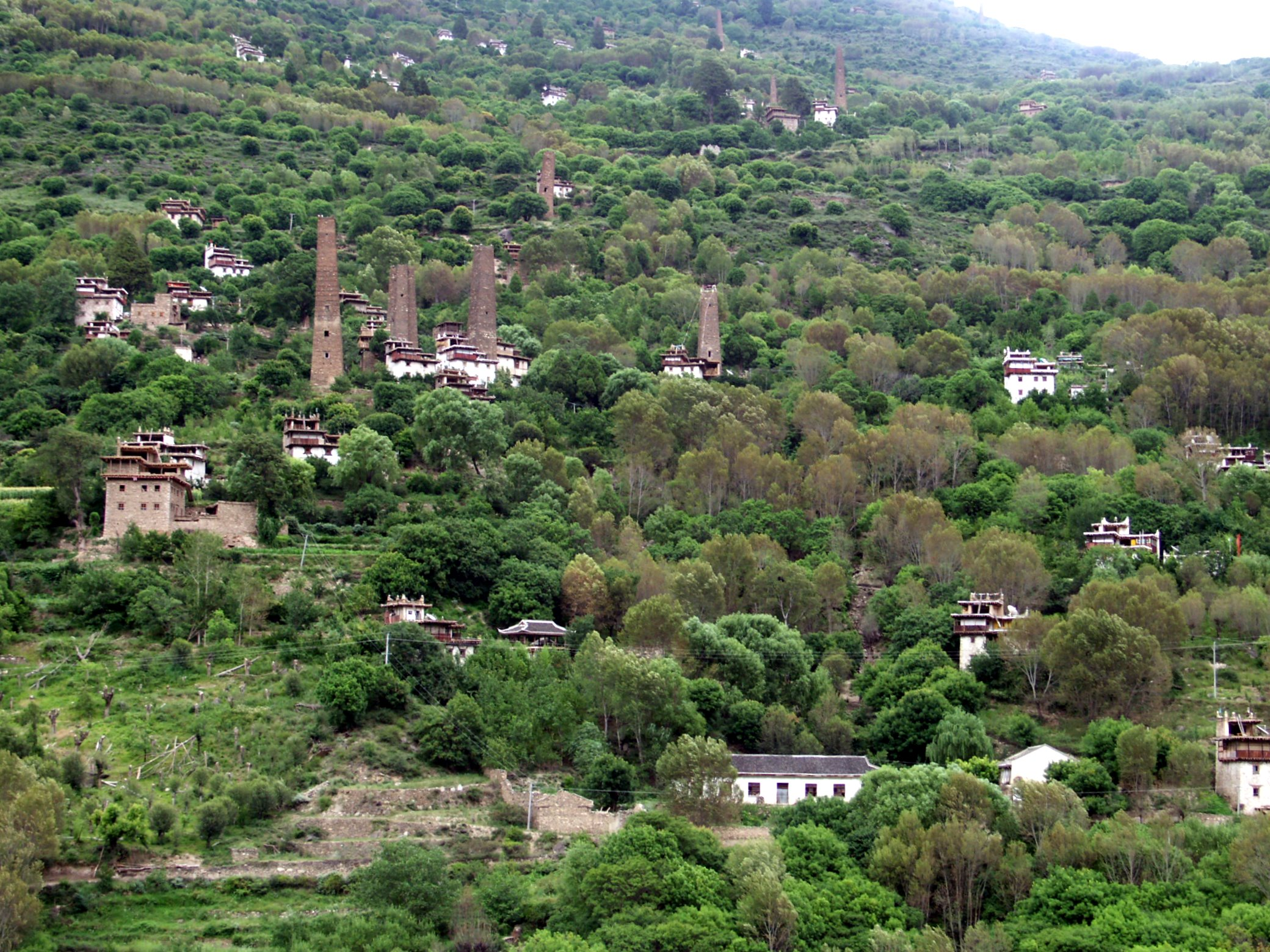
丹巴梭坡古碉楼群，图片左侧三座碉楼中中间的一座为“八角碉”

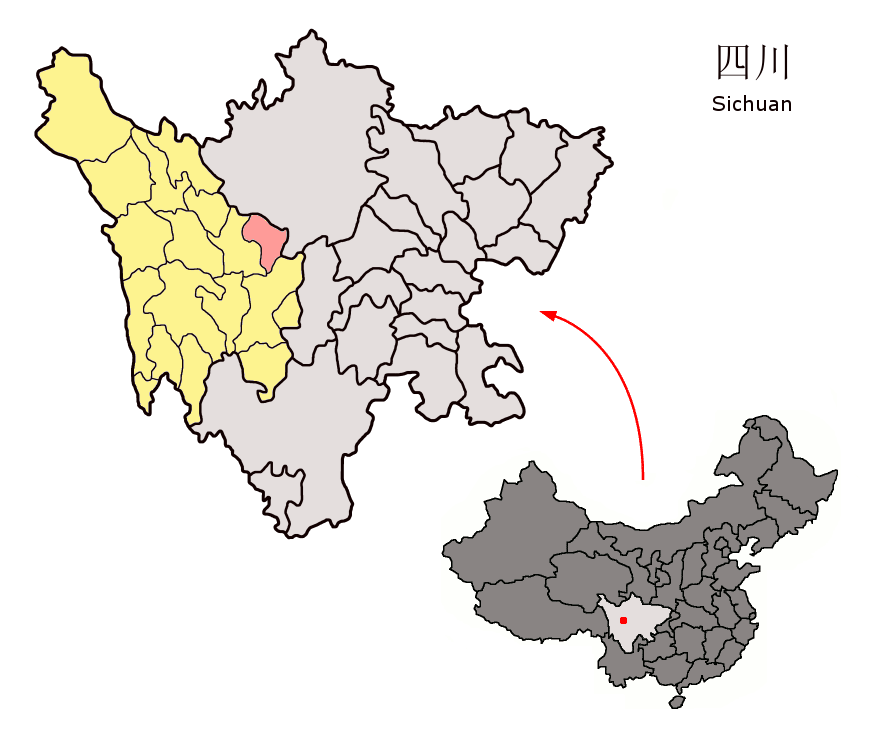
位置圖

丹巴县（藏語：རོང་བྲག། /，藏语拼音：Rongzhag / Rongxar），位于四川甘孜藏族自治州东部，常住人口49872人（2020年11月1日第七次人口普查），县城海拔1800米，著名景点有美人谷、党岭、古碉等。

## 建筑
丹巴是中国古碉楼最集中、数量最多的地方，有着“千碉古国”的美誉。丹巴的石碉楼均为木石结构建筑，现存的古碉楼最早建于汉代，距今2000多年，至迟为清乾隆皇帝平定大小金川时所建。石碉楼高16、7层，为下大上小结构，窗户也是外窄内宽，这样可以有效防范暗箭穿窗而入，而内宽则方便对外实施防御，观察外面情况，向外射箭攻击。丹巴的石碉楼现存562座，尤以梭坡古石碉楼群（84座）、中路古石碉楼群（21座）、浦角顶古石碉楼群（29座）三地为最。

## 行政区划
丹巴县下辖9个镇、2个乡：
章谷镇、巴底镇、革什扎镇、东谷镇、墨尔多山镇、甲居镇、格宗镇、半扇门镇、丹东镇、巴旺乡、梭坡乡和太平桥乡。

## 交通
- 248国道、 350国道过境。